# Caspar Molitoris
Caspar Molitoris auch Caspar I., Müller, (* 1. Februar 1504 in Schönau im Schwarzwald; † 15. Mai 1571 in St. Blasien) war ein Benediktiner, Propst, Abt und Historiker.

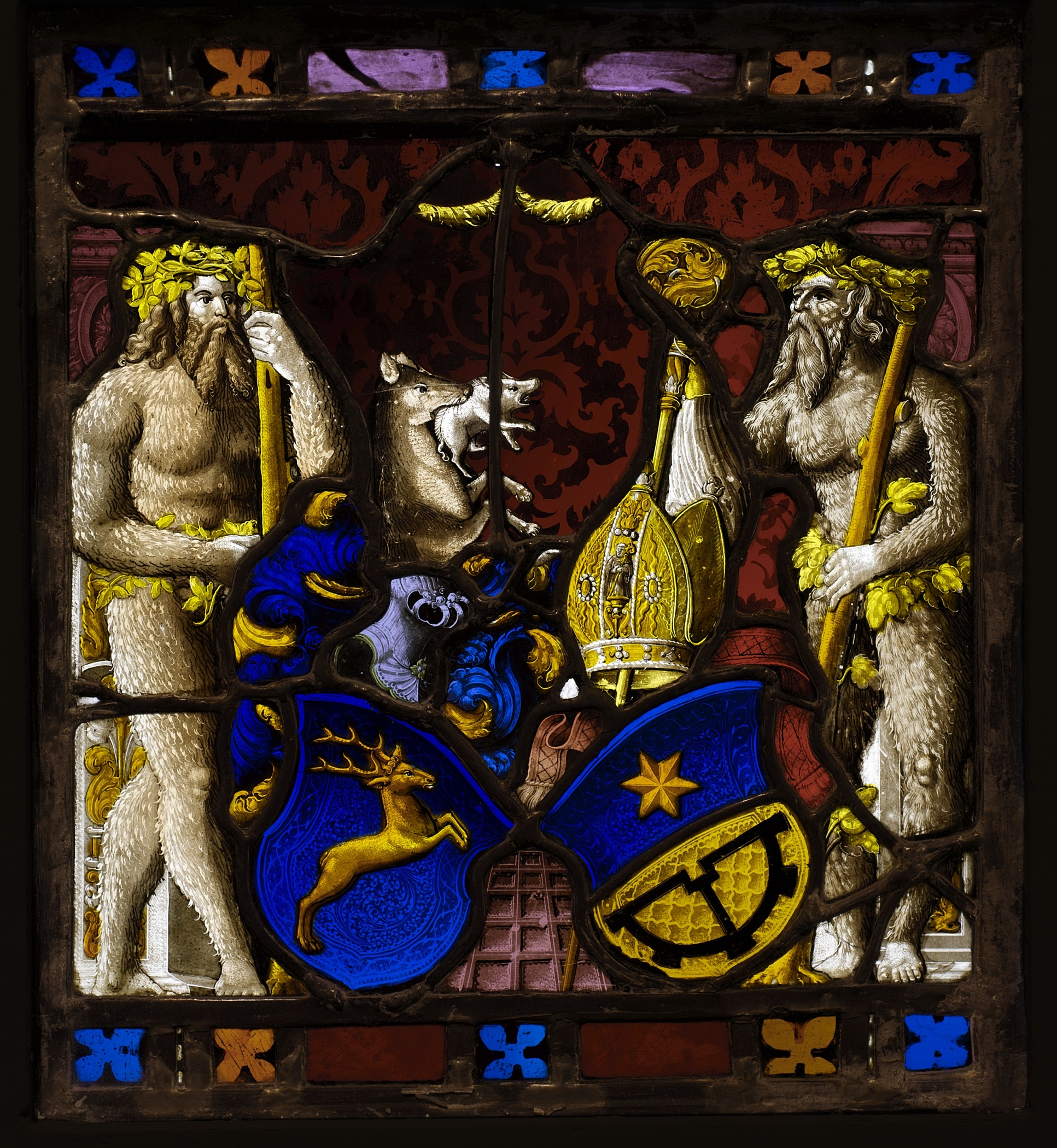
Wappengemälde des Abtes Caspar I., (links der Hirsch für das Kloster, rechts ein halbes Schwarzes Mühlrad auf Gold, darüber ein Goldener Stern auf Blau) im Los Angeles County Museum of Art

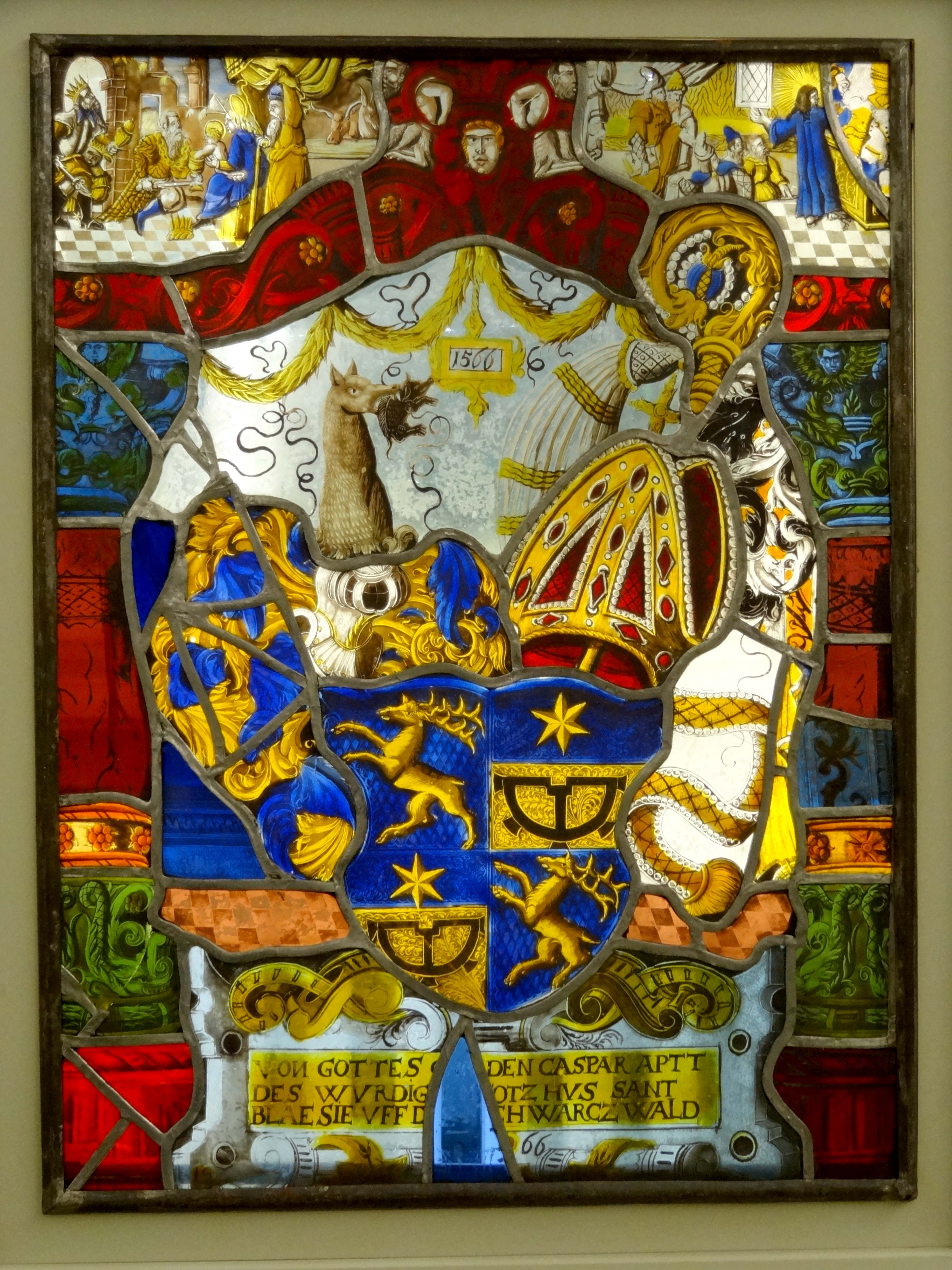
Wappenscheibe von 1566 Geschenk des Abt Caspar für die Herrenstube Villingen

## Leben
Caspar Molitor wurde 1528 Propst zu Weitnau, 1532 zu Basel und 1535 Großkeller im Kloster St. Blasien. 1541 wurde er als Caspar I. zum 34. Abt gewählt. Das Amt hatte er dreißig Jahre bis zu seinem Tod 1571 inne. Er war sehr unternehmerisch und ließ für die Verwaltung oder für den Betrieb in fast allen Filialorten neue Bauten errichten oder erweiterte bereits vorhandene.

## Werke
Seine handschriftlichen Aufzeichnungen sind nach denen des Stanislaus Wülberz die umfangreichsten, vor allem zur Geschichte des Klosters St. Blasien, später benützten andere seine Werke, vor allem Martin Gerbert. In der Sammlung des Franziskanermuseums Villingen findet sich sein Wappen auf einem Glasgemälde von 1566, das er beim Eintritt zur Villinger Zunft zur Herrenstube gestiftet hatte.

## Bauten

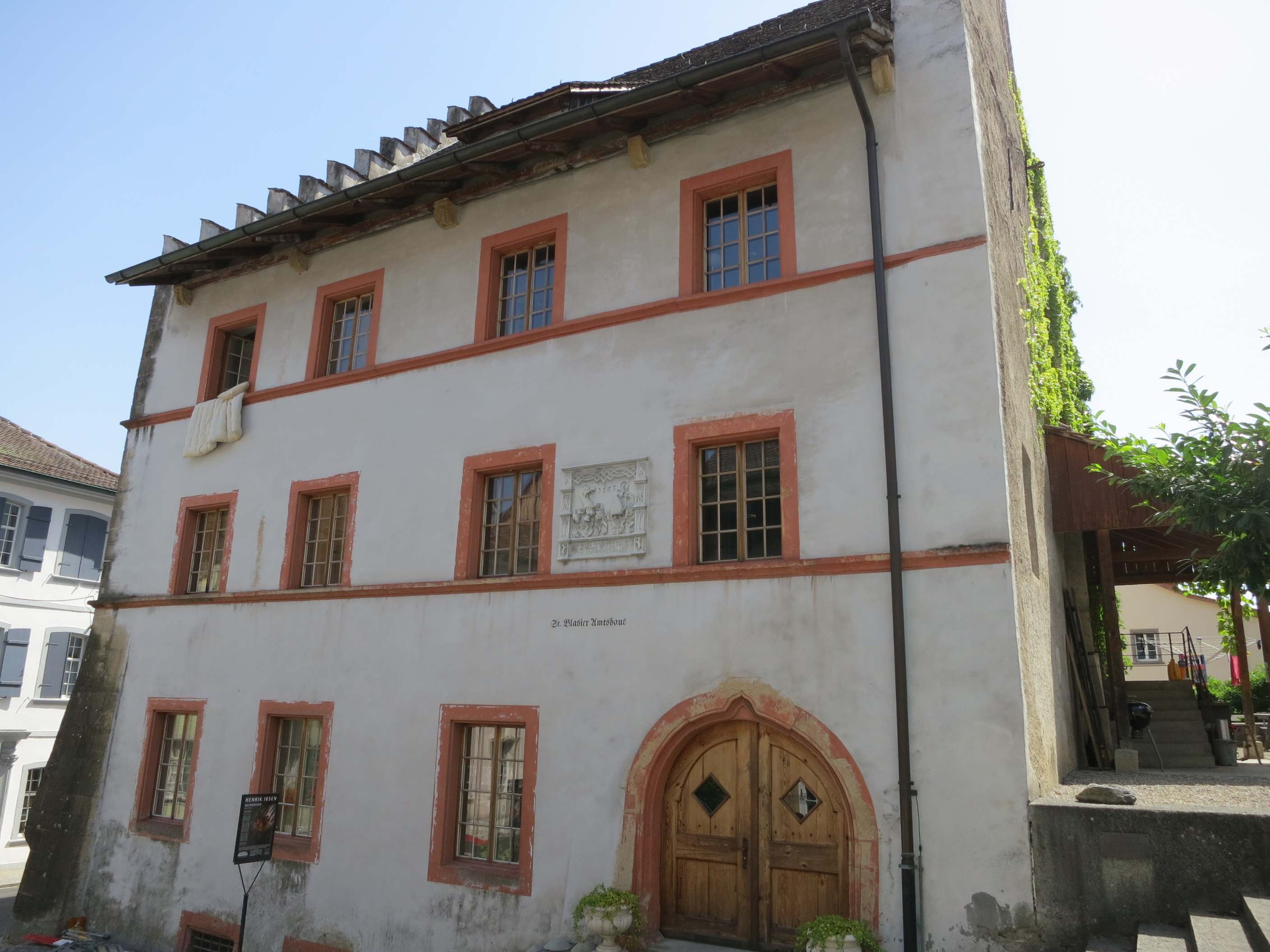
St. Blasier Amtshaus in Kaiserstuhl AG mit Wappen von 1563

- Schloss Bettmaringen